# Biografielijst Eh

## Eha
- Naito Ehara (1993), Japans zwemmer
- Vicente Ehate Tomi (1968), Equatoriaal-Guinees politicus

## Ehi
- Ugo Ehiogu (1972-2017), Brits voetballer

## Ehl
- Jennifer Ehle (1969), Amerikaans-Brits actrice
- Leo Ehlen (1953), Nederlands voetballer
- Beth Ehlers (1968), Amerikaans actrice
- Ernst Boje Ehlers (1909-1980), Duits SS-Obersturmbannführer
- Lena Ehlers (1980), Duits actrice
- Marieke Ehlers (1988), Nederlands politica
- Herta Ehlert (1905-1997), Duits kampbewaakster
- Jaan Ehlvest (1962), Ests schaker

## Ehm
- 'Maximilian Andreas (Max) Ehmer (1992), Duits voetballer

## Ehn
- Marcus Ehning (1974), Duits ruiter
- Adrianus Johannes Ehnle (1819-1863), Nederlands kunstschilder en lithograaf
- Axel Ehnström, bekend als Paradise Oskar, (1990), Fins zanger

## Ehr

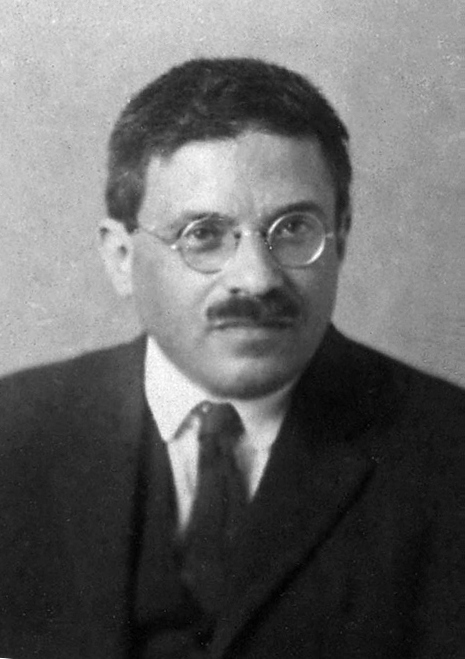
Paul Ehrenfest

- Hellmut Ehrath (1938-2008), Duits beeldhouwer, tekenaar en graficus
- Christian Gottfried Ehrenberg (1795-1876), Duits microbioloog, zoöloog en geoloog
- Ilja G. Gregorjevitsj Ehrenburg (1891-1967), Russisch schrijver en journalist
- Paul Ehrenfest (1880-1933), Oostenrijks en Nederlands (genaturaliseerd in 1922) natuurkundige
- Tatjana Pavlovna Ehrenfest, bekend als Tanja van Aardenne-Ehrenfest, (1905-1984), Nederlands wiskundige
- Ehrenfried, bekend als Ezzo, (ca. 955-1034), paltsgraaf van Lotharingen
- Barbara Ehrenreich (1941-2022), Amerikaans journalist, columnist en publicist
- Rob Ehrens (1957), Nederlands springruiter en bondscoach
- Albert Ehrenstein (1886-1950), Duits-Oostenrijks schrijver en dichter, van Joodse herkomst
- Augustin Ehrensvärd (1710-1772), Zweeds architect
- Fabrice Ehret (1979), Frans voetballer
- Albert Ehrhard (1862-1940), Duits kerkhistoricus en patroloog
- Annelie Ehrhardt (1950-2024), Oost-Duits atlete
- Jakob Friedrich Ehrhart (1742-1795), Duits botanicus en mycoloog
- Max Ehrich (1991), Amerikaans acteur, zanger en danser
- Andreas Ehrig (1959), Oost-Duits langebaanschaatser
- Yann Ehrlacher (1996), Frans autocoureur
- Franziskus Ehrle (1845-1934), Duits geestelijke en kardinaal
- Heinrich Ehrler (1917-1945), Duits gevechtspiloot
- Carl S. Ehrlich (1956), Amerikaans judaïst en oriëntalist
- Lambert Ehrlich (1878-1942), Sloveens priester, theoloog en politicus
- Martin Lewis (Marty) Ehrlich (1955), Amerikaans jazzsaxofonist, -klarinettist, -fluitist en -componist
- Paul Ehrlich (1854-1915), Duits chemicus en geneeskundige
- Paul Ralph Ehrlich (1932), Amerikaans bioloog en demograaf
- Theo Ehrlicher (1916-2007), Nederlands steelgitarist
- John Daniel Ehrlichman (1925-1999), Amerikaans adviseur en assistent binnenlandse zaken van president Richard Nixon
- Erich Ehrlinger (1910-2004), Duits SS-Brigadeführer, bevelhebber van Sonderkommando 1b en bevelhebber van Sicherheitsdienst) in Rusland en leidinggevende van het Reichssicherheitshauptamt

## Ehs
- John Ehsa (1958), Micronesisch politicus